# Esterilización forzosa de mujeres indígenas en los Estados Unidos
La esterilización forzosa de mujeres indígenas en los Estados Unidos fue una serie de hechos ocurridos en las décadas de 1960 y 1970 en los Estados Unidos, donde el Servicio de Salud Indígena (en inglés: Indian Health Service, o por sus siglas, IHS) y los médicos colaboradores realizaron esterilizaciones a mujeres nativas americanas, en muchos casos sin su consentimiento libre e informado. En algunos casos, se hizo creer erróneamente a las mujeres que el procedimiento de esterilización era reversible. En otros casos, la esterilización se realizó sin la comprensión y el consentimiento adecuados de las pacientes, incluidos casos en los que el procedimiento se realizó en menores de edad, de hasta 11 años. Un factor agravante fue la tendencia de los médicos a recomendar la esterilización a mujeres pobres y pertenecientes a minorías en casos en los que no lo habrían hecho con una paciente blanca más rica. También se han documentado otros casos de abuso, incluyendo cuando no les dijeron a las mujeres que iban a ser esterilizadas, u otras formas de coerción que incluyen amenazas de quitarles su asistencia social o atención médica.
En 1976, una investigación de la Oficina de Responsabilidad General de Estados Unidos (GAO) descubrió que cuatro áreas del Servicio de Salud Indígena no cumplían con las políticas del IHS que regulaban el consentimiento para la esterilización. Los formularios de consentimiento inadecuados fueron un problema recurrente; el formulario más común no registraba si los elementos del consentimiento informado se habían presentado al paciente o lo que se le había dicho antes de obtener el consentimiento, y la falta de comprensión por parte de los médicos de las normas del IHS era generalizada. La investigación encontró que estas cuatro áreas de servicio esterilizaron a 3.406 mujeres entre los años 1973 y 1976, incluidos 36 casos en los que se esterilizó a mujeres menores de 21 años a pesar de una moratoria declarada sobre estas esterilizaciones.
Las limitaciones de la investigación de la GAO se hicieron notar rápidamente. El senador James Abourezk señaló que, si bien 3.406 esterilizaciones representarían una proporción alarmante de mujeres indígenas estadounidenses, esa cifra era el resultado de un informe que examinó sólo cuatro de las doce áreas del IHS. Los intentos de contar el número total de esterilizaciones que se produjeron durante este período difieren ampliamente en sus resultados. Si bien el recuento limitado de la GAO representa un mínimo, los estudios han acusado al IHS de esterilizar entre el 25 y el 50 por ciento de las mujeres indígenas estadounidenses entre 1970 y 1976. Si la estimación más alta es correcta, es posible que se hayan esterilizado hasta 70.000 mujeres durante ese período. En comparación, la tasa de esterilización de mujeres blancas durante el mismo período fue de aproximadamente el 15%.

## Tipos de esterilización
La histerectomía y la ligadura de trompas eran los dos principales métodos de esterilización utilizados. La histerectomía es un procedimiento utilizado para esterilizar a las mujeres en el que se extirpa el útero a través del abdomen o la vagina de la mujer. Esta operación se utilizaba de forma rutinaria para esterilizar a las mujeres indígenas americanas durante las décadas de 1960 y 1970 en los Estados Unidos. Otra forma común de esterilización era la ligadura de trompas, un procedimiento de esterilización en el que se atan, bloquean o cortan las trompas de Falopio de la mujer. Para muchas mujeres, estos procedimientos se realizaron sin consentimiento, lo que provocó que algunas recurrieran al médico para procedimientos como "trasplantes de útero". En 1971, el Dr. James Ryan declaró que prefería las histerectomías a las ligaduras de trompas porque "es un desafío mayor... y es [una] buena experiencia para el residente junior". Esto es indicativo de la actitud que tenían los médicos del IHS hacia sus pacientes, ya que las histerectomías tienen una tasa mucho mayor de complicaciones.
En ocasiones se utilizaban otras formas de control de la natalidad distintas de la esterilización, como Depo-Provera y Norplant. Ambos son anticonceptivos femeninos. El primero implica recibir una inyección cada tres meses, mientras que el segundo, una forma que ya no se utiliza en los EE. UU., requería la implantación de cápsulas llenas de hormonas debajo de la piel. Depo-Provera se utilizó en mujeres nativas americanas con discapacidad intelectual antes de obtener la autorización de la FDA en 1992. El Norplant, promocionado por el IHS, fue comercializado por Wyeth Pharmaceuticals (que fue demandada por no informar adecuadamente sobre sus efectos secundarios, entre ellos sangrado menstrual irregular, dolores de cabeza, náuseas y depresión). Los efectos secundarios de estas dos formas de control de la natalidad incluían el cese del ciclo menstrual y el sangrado excesivo.
Utilizando datos de 2002 de la Encuesta Nacional de Crecimiento Familiar, el Urban Indian Health Institute descubrió que entre las mujeres que utilizan anticonceptivos, los métodos más comunes utilizados por las mujeres urbanas indígenas estadounidenses y nativas de Alaska de 15 a 44 años eran la esterilización femenina (34%), las píldoras anticonceptivas orales (21%) y los condones masculinos (21%). Sin embargo, entre las blancas no hispanas urbanas, los métodos más comunes eran las píldoras anticonceptivas orales (36%), la esterilización femenina (20%) y los condones masculinos (18%).
En la actualidad, aunque el Servicio de Salud Indígena sigue utilizando la esterilización como método de planificación familiar, la ligadura de trompas y la vasectomía, que es un procedimiento de esterilización masculina, son los únicos procedimientos que pueden realizarse con el propósito principal de esterilizar. En la actualidad, legalmente, el IHS exige que el paciente dé su consentimiento informado para la operación, tenga 21 años de edad o más y no esté internado en un centro penitenciario o de salud mental.

## La historia de la esterilización forzada en los Estados Unidos
Las mujeres nativas americanas no fueron las únicas personas sometidas a esterilizaciones forzadas; las mujeres negras y pobres también se vieron afectadas por estas prácticas. La práctica de la eugenesia surgió de los escritos de Francis Galton sobre el uso de la genética para mejorar la raza humana. El movimiento eugenésico se hizo cada vez más popular y en 1907 Indiana fue el primer estado de Estados Unidos en promulgar una ley de esterilización obligatoria. La práctica se normalizó y durante los siguientes veinte años quince estados más promulgarían leyes similares.
En 1927, la Corte Suprema, en el caso Buck v. Bell, confirmó la ley de esterilización obligatoria en Virginia. El caso involucraba a tres generaciones de mujeres de la familia Buck: Emma, Carrie y Vivian. Al examinar a varias generaciones de mujeres de la misma familia, los defensores de la eugenesia esperaban convencer a la Corte de que Carrie Buck tenía deficiencias intelectuales que eran hereditarias y representaban un peligro para el bienestar público; lo lograron y la esterilizaron. La decisión de Oliver Wendell Holmes decía: "Es mejor para todo el mundo si en lugar de esperar a ejecutar a los hijos degenerados por un crimen, o dejarlos morir de hambre por su imbecilidad, la sociedad puede impedir que aquellos que son manifiestamente incapaces de continuar con su especie. El principio que sanciona la vacunación obligatoria es lo suficientemente amplio como para abarcar el corte de las trompas de Falopio". El caso tuvo el efecto de legitimar las leyes existentes sobre esterilización, lo que dio lugar a una mayor aceptación de la práctica. Durante los años 1960 y 1970, cuando las prácticas de esterilización aumentaron, no hubo ninguna legislación que las prohibiera y se las consideraba una forma viable de anticoncepción.
En el caso Relf v. Weinberger de 1974, un tribunal de distrito determinó que las regulaciones del Departamento de Salud y Servicios Humanos sobre esterilización eran "arbitrarias e irrazonables" porque no garantizaban adecuadamente el consentimiento del paciente. Este caso formó parte de una creciente conciencia durante la década de 1970 de que el abuso de los procedimientos de esterilización se estaba convirtiendo en un problema grave. Entre otros hechos revelados en el caso, se descubrió que entre 100.000 y 150.000 personas eran esterilizadas cada año con dinero de programas financiados por el gobierno federal. La exposición del caso dio lugar al reconocimiento de que los pobres y las minorías corrían el riesgo de ser objeto de esterilizaciones sin su consentimiento, y esto condujo al requisito legal de que se recibiera el consentimiento informado antes de la operación.

## El Servicio de Salud Indígena

El logotipo del IHS

El Servicio de Salud Indígena (en inglés: Indian Health Service, o por sus siglas, IHS) es una organización gubernamental creada en 1955 para ayudar a combatir las malas condiciones de vida y de salud de los nativos americanos y de Alaska. El IHS todavía existe en los Estados Unidos y es una combinación de varias organizaciones creadas para combatir problemas de salud específicos de los nativos americanos y de Alaska. El sitio web del IHS afirma que "el IHS es el principal proveedor de atención médica federal y defensor de la salud de los indígenas, y su objetivo es elevar su estado de salud al nivel más alto posible. El IHS ofrece un sistema integral de prestación de servicios de salud a aproximadamente 2,2 millones de nativos americanos y nativos de Alaska que pertenecen a 573 tribus reconocidas a nivel federal en 37 estados". En 1955, el Congreso había otorgado al IHS la responsabilidad de proporcionar estos servicios de salud, pero en ese momento no contaban con suficientes médicos para realizar procedimientos seguros y adecuados. Después de aumentar el salario de los médicos, la seguridad mejoró y comenzaron a proporcionar tratamientos de control de la natalidad que, en última instancia, llevaron a la práctica de la esterilización.

## Motivación para la práctica de la esterilización

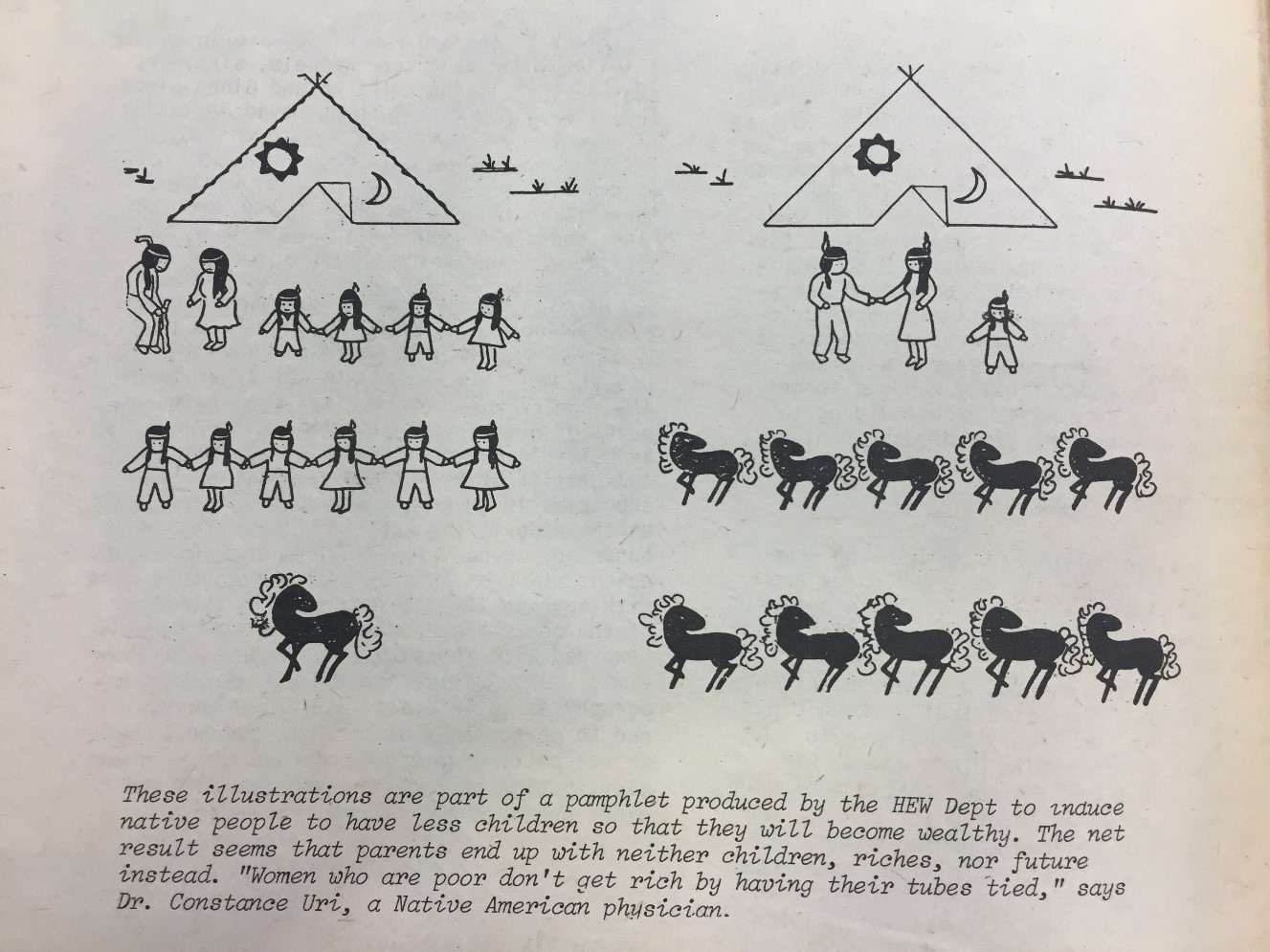
Este fue un panfleto creado por el Departamento de Salud, Educación y Bienestar (HEW) para instar a las mujeres indígenas estadounidenses a tener menos hijos. A la izquierda se muestra cómo eran los padres antes de adoptar las prácticas de planificación familiar promocionadas (cansados y con pocos recursos) y después (felices y ricos).

Las mujeres nativas americanas no fueron las únicas personas sometidas a esterilizaciones forzadas; las mujeres negras y pobres también se vieron afectadas por estas prácticas. En la década de 1970, después de que el gobierno de los Estados Unidos los obligara a trasladarse a reservas o los reubicara en áreas urbanas sin el apoyo adecuado, muchos indígenas estadounidenses luchaban contra la pobreza. Los indígenas estadounidenses dependían de organizaciones gubernamentales como el IHS, el Departamento de Salud, Educación y Bienestar Social (HEW) y la Oficina de Asuntos Indígenas (BIA). El Servicio de Salud Indígena (IHS) era su principal proveedor de servicios de salud. Como los nativos americanos dependían de estas organizaciones gubernamentales para obtener servicios de salud, corrían un mayor riesgo de esterilización forzada que otros grupos.
Se calcula que seis años después de la aprobación de la Ley de Investigación de la Población de 1970, los médicos esterilizaron a cerca del 25% de las mujeres indígenas americanas en edad fértil. Las pruebas indican que las cifras eran más elevadas. Estas cifras elevadas podrían estar relacionadas con la ley que subvencionaba las esterilizaciones de pacientes que utilizaban el Servicio de Salud Indígena y los pacientes de Medicaid.
La mayoría de los médicos que realizaron este procedimiento consideraron que la esterilización era la mejor alternativa para estas mujeres, pues afirmaban que mejoraría su situación económica y la calidad de vida de su familia. Muchos de estos médicos creían que las mujeres nativas americanas no eran lo suficientemente inteligentes como para utilizar otros métodos anticonceptivos, escribió Jane Lawrence en American Indian Quarterly. Por ello, la esterilización de estas pacientes se consideraba el método anticonceptivo más fiable. Solo el 6% de los médicos recomendaron la esterilización, mientras que el 14% la recomendaría a quienes recibían asistencia social. Cuando se les preguntó sobre sus actitudes respecto a las políticas de control de la natalidad, el 94% dijo que aprobaría la esterilización obligatoria para una madre que recibe asistencia social con tres o más hijos. Al haber menos personas solicitando Medicaid y asistencia social, el gobierno federal podría reducir el gasto en programas de asistencia social. Las mujeres pobres, discapacitadas y de color fueron blanco de ataques por razones similares. Además, la afluencia de procedimientos quirúrgicos se consideró una buena formación para los médicos y una práctica para los médicos residentes.
Una teoría sugiere que los médicos del IHS estaban mal pagados y trabajaban demasiado y esterilizaban a las mujeres nativas americanas para que tuvieran menos trabajo en el futuro. El nuevo empleado promedio de IHS ganaba entre $17.000 y $20.000 al año y trabajaba alrededor de 60 horas por semana. En 1974, la proporción de médicos por pacientes era peligrosamente baja: "sólo había un médico por cada 1.700 indios de la reserva". Los problemas causados por la falta de médicos se agravaron aún más cuando en 1976 se dio por terminado un programa para reclutar médicos en el ejército. Esto afectó directamente al IHS porque reclutaba a muchos de sus médicos en el ejército. Entre 1971 y 1974, las solicitudes para puestos vacantes en el IHS pasaron de 700 a 100, lo que significó que la carga de trabajo adicional recayó sobre un número cada vez menor de médicos.
Una distinción importante es la que existe entre los médicos que trabajaban directamente para el IHS y otros médicos que realizaban esterilizaciones mediante un acuerdo contractual con el IHS. En el caso de los médicos del IHS, no había ningún incentivo económico para realizar esterilizaciones y, por lo tanto, es probable que otras consideraciones desempeñaran un papel primordial. Los médicos contratados cobraban más cuando esterilizaban a las mujeres en lugar de darles anticonceptivos orales, lo que hacía más plausible un incentivo económico. Aunque no existía ningún incentivo financiero para que los médicos del IHS recomendaran la esterilización, como se mencionó anteriormente, la esterilización era vista como la forma ideal de anticoncepción para los pacientes nativos americanos durante las décadas de 1960 y 1970. Los médicos del IHS tenían en su mayoría opiniones protestantes y de clase media sobre la planificación familiar, con énfasis en una familia nuclear con un pequeño número de hijos. La presunción de que las mujeres nativas americanas deseaban la misma estructura familiar que los estadounidenses blancos de clase media ayudó a hacer posible el abuso de la esterilización.

## Efectos de la esterilización en estas mujeres
Un efecto directo de la esterilización de las mujeres nativas americanas fue que la tasa de natalidad entre ellas disminuyó. En 1970, la tasa de natalidad promedio de las mujeres indígenas americanas era de 3,29, pero descendió a 1,30 en 1980. La tasa de natalidad de las mujeres apaches se redujo de 4,01 a 1,78. En comparación, la tasa de natalidad promedio de las mujeres blancas se redujo de 2,42 a 2,14. Según algunos cálculos, al menos el 25% de las mujeres nativas americanas de entre 15 y 44 años fueron esterilizadas durante el período más intensivo. Las mujeres indígenas perdieron poder económico y político al no poder reproducirse al mismo ritmo que sus contrapartes blancas. Un posible efecto de esto es el aumento del riesgo de extinción de las culturas indígenas americanas.
La disminución de la tasa de natalidad fue un efecto cuantificable, pero la esterilización afectó a muchas mujeres indígenas de maneras no cuantificables también. En la cultura indígena se valora mucho la fertilidad de la mujer, lo que conlleva consecuencias psicológicas y sociales a causa de la esterilización. Que una mujer no pudiera tener hijos causaría vergüenza, bochorno y posible condena por parte de la tribu de la que provenía debido a la forma en que los pueblos indígenas veían la maternidad. En 1977, el abogado Michael Zavalla presentó un caso ante el estado de Washington después de que tres mujeres cheyennes de Montana fueron esterilizadas sin su consentimiento. Sin embargo, las mujeres esterilizadas permanecieron en el anonimato porque temían repercusiones tribales. Como explicó Marie Sanchez, jueza principal tribal de la reserva cheyenne del norte, "aún más desalentador que las elevadas facturas legales es el riesgo de perder el lugar en la comunidad india, donde la esterilización tiene una resonancia religiosa particular". En algunas zonas, el procedimiento de esterilización no era lo suficientemente estéril, lo que daba lugar a complicaciones. Cuando surgían complicaciones, era necesario un tratamiento médico adicional, pero la financiación gubernamental sólo cubría el procedimiento en sí. Como la mayoría de las mujeres no podían permitirse el seguimiento médico, en muchos casos no lo recibían y algunas morían como consecuencia de ello. Marie Sanchez comparó la esterilización masiva de los nativos americanos con el genocidio.
Las mujeres y los hombres nativos americanos no confían plenamente en el gobierno de Estados Unidos debido a la esterilización forzada y siguen siendo escépticos respecto de las tecnologías anticonceptivas.